# Liste der Bodendenkmäler in Sachsenkam
Auf dieser Seite sind die Bodendenkmäler in der oberbayerischen Gemeinde Sachsenkam zusammengestellt. Diese Tabelle ist eine Teilliste der Liste der Bodendenkmäler in Bayern. Grundlage ist die Bayerische Denkmalliste, die auf Basis des Bayerischen Denkmalschutzgesetzes vom 1. Oktober 1973 erstmals erstellt wurde und seither durch das Bayerische Landesamt für Denkmalpflege geführt wird. Die folgenden Angaben ersetzen nicht die rechtsverbindliche Auskunft der Denkmalschutzbehörde.

## Bodendenkmäler der Gemeinde Sachsenkam

### Bodendenkmäler in der Gemarkung Sachsenkam
| Lage                                | Objekt | Akten-Nr.     | Bild           |
| ----------------------------------- | --- | ------------- | -------------- |
| Sachsenkam (Standort)               | Burgstall des hohen und späten Mittelalters (Burg Sachsenkam). Siehe auch: Burgstall, Burgstall Sachsenkam | D-1-8135-0010 |                |
| Sachsenkam Kirchstraße 6 (Standort) | Untertägige mittelalterliche und frühneuzeitliche Befunde im Bereich der Katholischen Pfarrkirche St. Andreas in Sachsenkam und ihrer Vorgängerbauten. Siehe auch: St. Andreas (Sachsenkam)                                 | D-1-8135-0086 | weitere Bilder |
| Sachsenkam Am Reutberg 1 (Standort) | Untertägige frühneuzeitliche Befunde im Bereich von Kloster Reutberg mit der Katholischen Kloster- und Wallfahrtskirche Mariä Verkündigung und zugehörigen Wirtschaftsbauten. Siehe auch: Franziskanerinnenkloster Reutberg | D-1-8135-0088 | weitere Bilder |